# Tratatul de la Londra (1839)
Tratatul de la Londra a fost un tratat internațional semnat la 19 aprilie 1839 între marile puteri europene, Regatul Unit al Țărilor de Jos și Regatul Belgiei. El a fost consecința directă a Tratatului celor XXIV de Articole din 1831, pe care Țările de Jos au refuzat să-l semneze. Conform tratatului, puterile europene au recunoscut și au garantat independența și neutralitatea Belgiei și au confirmat independența părții germanofone a Luxemburgului. Cea mai mare însemnătate a avut-o articolul VII, care obliga Belgia să rămână veșnic neutră, obligând puterile semnatare să păzească și să respecte neutralitatea în caz de invazie.

## Consecințe teritoriale
Din 1815, Belgia făcuse parte din Regatul Unit al Țărilor de Jos. Prin tratat, provinciile sudice ale Țărilor de Jos au fost recunoscute ca formând Regatul Belgiei (independent de facto din 1830), în vreme ce provincia Limburg a fost divizată între Belgia și Țările de Jos.
Același lucru s-a întâmplat cu Marele Ducat de Luxemburg care a pierdut două treimi din teritoriu în favoarea provinciei belgiene Luxembourg. Marele Ducat a rămas un stat mic, cu doar o treime din teritoriul inițial și locuit de o jumătate din populația anterioară, în uniune personală cu Țările de Jos, sub regele și marele duce Willem I (și apoi Willem al II-lea și Willem al III-lea). Acest aranjament a fost confirmat prin tratatul de la Londra din 1867, care a durat până la moartea regelui și marelui duce Willem al III-lea la 23 noiembrie 1890.
Zeeuws-Vlaanderen a fost separată de Belgia și a devenit parte a provinciei neerlandeze Zeelanda întrucât Țările de Jos au insistat ca Belgia să nu aibă acces la estuarul Scheldtului. În schimb, belgienilor li s-a garantat libera navigație pe Scheldt în portul Anvers.

## Rinul de Fier
Tratatul de la Londra garanta Belgiei și dreptul de transport pe canale și pe calea ferată pe teritoriul Țărilor de Jos către Ruhrul german. Acest drept a fost reafirmat într-o decizie din 24 mai 2005, a Curții Permanente de Arbitraj.
În 2004, Belgia a cerut redeschiderea Rinului de Fier, ca rezultat al intensificării transportului de bunuri între portul Anvers și regiunea Ruhr. Ca parte a politicii europene privind transportul de marfă, transportul pe calea ferată este preferat celui rutier. Cererea belgienilor s-a bazat pe tratatul din 1839, și pe tratatul Rinului de Fier din 1873. După o serie de negocieri nereușite, guvernele Belgiei și Țărilor de Jos s-au prezentat în fața Curții Permanente de Arbitraj.
În decizia din 24 mai 2005, aceasta a recunoscut atât drepturile Belgiei conform tratatului de la Londra, cât și problemele ridicate de Țările de Jos în ce privește mediul. Curtea a constatat că tratatul din 1839 încă mai este în vigoare, dând Belgiei dreptul de a utiliza și de a moderniza Rinul de Fier, dar a obligat-o să finanțeze și modernizarea infrastructurii, și pe Țările de Jos să finanțeze reparațiile și întreținerea rutei. Ambele țări au acceptat să participe egal la construcția unui tunel pe sub o rezervație naturală.